# Arda (Śródziemie)
Arda (Region, Królestwo) – ziemia, która zgodnie z zamiarem Eru Ilúvatara miała być siedzibą jego dzieci. Według Ainulindalë, miała być ona symetryczna i pozbawiona skrajności, została jednak poważnie skażona przez Melkora i walkę między nim a Valarami. Arda została stworzona przez J.R.R. Tolkiena na potrzeby mitologii Śródziemia. Jest to miejsce, w którym toczy się większość akcji utworów Tolkiena dotyczących Śródziemia.

## Historia tworzenia Ardy
Została powołana do istnienia jako miejsce życia Dzieci Ilúvatara (czyli ludzi i elfów). Pierwotnie w planach jej stworzenia Ainurowie przewidywali, że będzie symetryczna, pozbawiona skrajności i zła, o którego istnieniu nie wiedzieli. Jednak niedługo po tym, jak zstąpili na nią, w wyniku działalności Melkora i jego walk z Valarami została poważnie i nieodwracalnie skażona.
W swoim ostatecznym kształcie Arda była okrągła i płaska. Otaczało ją i unosiło na swej powierzchni Morze Zewnętrzne, którego najdalsze granice wyznaczało pasmo Ścian Nocy.

## Geografia Ardy
Arda była okrągła i płaska, otoczona przez Ekkaia (Morze Zewnętrzne), które z kolei było ograniczone Ścianami Nocy. Vai (Ekkaia) rozciągał się również poniżej dysku Ardy. Ponad powierzchnią Ziemi rozciągała się Zasłona Ardy - atmosfera składająca się z trzech warstw: Vista, Ilmen i Vayia.
Arda inaczej zwana jest także Imbarem, Ziemią, Królestwem Ardy, Królestwem Ziemi, Królestwem Manwëgo lub Małym Królestwem.

### Kontynenty
Arda składała się z co najmniej dwóch wielkich kontynentów, Amanu i Śródziemia, rozdzielonych przez ocean Belegaer. Dodatkowo, w niekanonicznych dziełach Tolkiena pojawiają się wzmianki o tzw. Ziemi Słońca na wschód od Śródziemia oraz Kraju Południowym czy też Hyarmenorze - południowym fragmencie Śródziemia, który został oddzielony od niego morzem.
Podczas Odmiany Świata IIúvatar usunął Aman poza obszar Ardy i uczynił ją kulistym światem.

### Belegaër
Belegaër to ocean rozdzielające kontynenty Śródziemia i Amanu. Od północy ograniczała je cieśnina Helcaraxë, zaś jego południowe krańce nie były zbadane. Nazywane było także Wielkim Morzem Zachodu, Morzem Zachodnim lub Wielką Wodą. Jego nazwa w sindarinie znaczy Wielkie Morze.

#### Morza Cienia
Stanowiły część Belegaeru bliską wybrzeżom Amanu. Początkowo, za Lat Drzew, były zaciemnione naturalnie, dlatego że światło Drzew nie dochodziło do nich. Potem Valarowie rozszerzyli ich obszar, zesłali na nie mgły mylące wzrok i ciemności powodujące znużenie. Ich rolą było zapobieżenie ewentualnemu atakowi Morgotha na Aman.

#### Zatoka Balar
Była to wielka zatoka na południe od Ujścia Sirionu, powstała w czasie Bitwy Potęg. W niej położona była wyspa o tej samej nazwie.

#### Helcaraxë
Była to mroźna i skuta lodem cieśnina między Amanem a Śródziemiem, jedyne miejsce, gdzie te kontynenty zbliżały się do siebie. Stanowiła granicę między Belegaerem a oceanem okrężnym, Ekkaia. W tym miejscu odległość między kontynentami była na tyle mała, że łuna pożaru gorejącego na jednym brzegu mogła zostać dostrzeżona na drugim.
Przez cieśninę po raz pierwszy przeprawili się Morgoth i Ungolianta uciekając z Amanu po zniszczeniu Dwóch Drzew Valinoru. Ponownie użyli tej drogi elfowie pod przywództwem Fingolfina w pościgu za Morgothem, gdy Fëanor spalił na wybrzeżu Śródziemia okręty mogące posłużyć do przeprawy brata. Ta ostatnia wędrówka została okupiona życiem wielu Ñoldorów (m.in. Elenwë, żony Turgona).
Nazwa cieśniny pochodzi z quenyi i znaczy Lodowe Kły. Zwano ją także Cieśniną Lodowej Kry.

#### Balar
Była to największa wyspa Śródziemia, położona w zatoce o tej samej nazwie. Powstała poprzez oderwanie wschodniego krańca Tol Eressëi podczas transportu Eldarów do Amanu. Jej płytkie wody obfitowały w perły. Była często odwiedzana przez Ossego.
W 474 roku Pierwszej Ery, po Nirnaeth Arnoediad (która rozegrała się w 473 roku) i zniszczeniu Szarych Przystani zamieszkali tam Círdan i Gil-galad. Wyruszały stamtąd wyprawy mające na celu dotarcie do Amanu, lecz były one nieudane.
Wyspa została całkowicie zniszczona (zatopiona) podczas Wojny Gniewu (ok. 600 roku Pierwszej Ery). Jej nazwa pochodzi z sindarinu.

#### Himling
Wyspa Himling była położona u północno-zachodnich wybrzeży Śródziemia, na wschód od Tol Fuin. Była to pozostałość wzgórza Himring (ściślej ujmując jego wierzchołek). Wyspa ta powstała po zatopieniu Beleriandu w końcu Pierwszej Ery, podczas Wojny Gniewu. Najprawdopodobniej nie była zamieszkana.
Nazwa Himling jest słowem sindarińskim i prawdopodobnie jest to wcześniejsza forma nazwy Himring.
Wzmianki na jej temat znajdują się w Niedokończonych opowieściach. Jest zaznaczona i podpisana na jednej z map w Atlasie Śródziemia Karen Wynn Fonstad (na mapie w Niedokończonych opowieściach jest tylko zaznaczona).

#### Númenor
Wyspa ta zwana była także Elenna (do gwiazd). Wydźwignięto ją z dna morza na początku Drugiej Ery, znajdowała się bliżej Amanu niż Śródziemia.

#### Tol Eressëa
Została stworzona przez Ulma w celu przewiezienia Eldarów ze Śródziemia do Amanu. Wtedy to jej część, zbyt mocno zaryta w dnie Zatoki Balar, oderwała się tworząc wyspę Balar. Jej nazwa w języku quenya oznacza Samotna Wyspa.
Pochodzą z niej mallorny. Zamieszkana była przez Telerich, zanim osiedlili się w Alqualondë. Z końcem Pierwszej Ery zamieszkali tam inni Eldarowie, którzy powrócili ze Śródziemia.
Elfowie z Tol Eressëi utrzymywali przez wiele wieków kontakty z Númenorejczykami. To im zawdzięczali owi ludzie siedem palantírów i Białe Drzewo Númenoru, które wyrosło z nasienia Celeborna. Główny palantír pozostał jednak w stolicy wyspy – Avallónë. Elfowie przestali odwiedzać Númenor w wyniku przeciwstawienia się woli Valarów przez zamieszkujących go ludzi.
Jej głównym miastem i zarazem portem było Avallónë (Blisko Valinoru), zbudowane na początku Drugiej Ery. Stała w nim wysoka, biała wieża.
W najwcześniejszych wersjach opowieści Tolkiena wyspa została odwiedzona przez Ælfwine’a (lub Eriola), Anglika żyjącego w średniowieczu. Aman wraz z Tol Eressëą nazywa się także Nieśmiertelnymi Krajami (lub Krainami) i (Najdalszym) Zachodem.

#### Tol Morwen
Tol Morwen (sin. Wyspa Morweny), wznosiła się na Belegaerze. Powstała na skutek zniszczenia Beleriandu po Wojnie Gniewu. Leżała u wybrzeża Lindonu. Pośrodku wyspy znalazł się Kamień Nieszczęśliwych, miejsce spoczynku Morweny i Túrina, upamiętniające ich los.

#### Zaczarowane Wyspy
Były to wyspy na Morzach Cienia wydźwignięte po zatruciu Dwóch Drzew. Tak, jak Pelóri miały chronić Aman przed atakiem Morgotha. Każdy, kto na nich wylądował, natychmiast zasypiał.

### Kształt Ardy po Przemianie Świata
Po Przemianie Świata, kiedy Ilúvatar przeniósł Nieśmiertelne Krainy (Aman i Tol Eressëę) w wymiar niedostępny dla ludzi, w ich miejscu pojawiły się nowe kontynenty, a Arda stała się kulą. Podobno gdy nastanie Koniec Dni będzie znów płaska, zgodnie z pierwotnym zamiarem Eru.